# Primera Iglesia Presbiteriana (Detroit)
La Primera Iglesia Presbiteriana es un edificio religioso ubicado en Detroit, Míchigan. Fue construido en 1889 y está incluido en el Registro Nacional de Lugares Históricos, es un Sitio Histórico del Estado de Míchigan (designado en 1979) y una propiedad que contribuye al Distrito Histórico de Brush Park.

## Historia
George D. Mason y Zachariah Rice diseñaron este templo con base en la Iglesia de la Trinidad de Henry Hobson Richardson, en Boston. La iglesia, de estilo románico richardsoniano, está construida con piedra arenisca roja tallada en bruto, con la planta en forma de cruz griega. Arcos de mampostería sostienen una torre de arenisca roja con techo de pizarra y torretas en cada esquina. Los vitrales albergan vidrieras de Tiffany.
Cuando la avenida Woodward se amplió en 1936, el elaborado pórtico tallado de la entrada se trasladó de la fachada de Woodward al lado de Edmund Place.
Un marcador histórico del Estado de Míchigan se colocó en el sitio el 26 de agosto de 1980.